# Richard Hildebrandt
Richard Hermann Hildebrandt (Worms, 13 marzo 1897 – Bydgoszcz, 10 marzo 1951) è stato un politico e generale tedesco, SS-Obergruppenführer che prestò servizio come SS- und Polizeiführer (HSSPF) nella Polonia occupata dai nazisti, in Unione Sovietica e nel protettorato di Boemia e Moravia durante la seconda guerra mondiale.
Fu l'ultimo a capo dell'Ufficio Centrale per la Razza e le Colonie nel quartier generale delle SS, incaricato di far rispettare le politiche di germanizzazione. Dopo la guerra fu giudicato colpevole di crimini di guerra e contro l'umanità dal tribunale militare statunitense e quindi condannato a 25 anni di prigione; successivamente fu estradato in Polonia e processato per altre accuse, poi condannato a morte e quindi giustiziato.

## Biografia
Nacque a Worms, quarto di sei figli di un direttore di una fabbrica di ceramiche che era stato anche Burgermeister della città e fratello minore di Ernst-Albrecht Hildebrandt, futuro SS-Oberführer e SS- und Polizeiführer (SSPF) del nord Italia. Frequentò la Volksschule locale e poi i ginnasi di Francoforte e Dorsten dove si diplomò nel maggio 1915. Dopo la maturità si offrì volontario per il servizio militare come Kriegsfreiwilliger nell'esercito imperiale tedesco durante la prima guerra mondiale. Fu assegnato al 22º reggimento di artiglieria da campo, dal novembre 1915 combatté come artigliere con il 18º reggimento di artiglieria a piedi della Turingia sia sul fronte orientale che su quello occidentale. Nel febbraio 1918 fu nominato tenente e prestò servizio come comandante della batteria di artiglieria. Fu congedato dal servizio alla fine della guerra nel novembre 1918, insignito della Croce di Ferro di 2ª classe.

### Carriera
Ritornato alla vita civile, lavorò brevemente come apprendista nella fabbrica del padre, frequentò l'Università di Colonia e l'Università di Monaco ma abbandonò gli studi nel 1921 prima di laurearsi. Seguirono dei periodi di lavoro come impiegato in varie posizioni bancarie, intervallati da periodi di disoccupazione. Si unì al partito nazista nell'agosto 1922 a Windsheim. Nel maggio 1923 si unì alla milizia Freikorps Oberland e, in giugno, alla Sturmabteilung. Marciò con la sua unità SA a Norimberga a sostegno del fallito Putsch di Monaco del novembre 1923. In seguito alla messa al bando del Partito e delle SA, nel marzo 1928 emigrò negli Stati Uniti. Si unì al partito nazista legalizzato il 1º giugno 1928 (nº 89.221), divenendo membro dell'Ortsgruppe di New York. Come uno dei primi membri del Partito, gli sarà successivamente assegnato il Distintivo d'Oro del Partito. Continuò alternando diversi lavori come bracciante agricolo, giardiniere, impiegato nel settore edile e per un'azienda di esportazione di libri. Infine, nel maggio 1930, ritornò in Germania.
Tornato di nuovo a Windsheim divenne Ortsgruppenleiter del partito, avanzando poi a Bezirksleiter. Rientrò nelle SA nel gennaio 1931, a febbraio passò nelle Schutzstaffel (nº 7.088) e si trasferì a Monaco. Il 24 giugno 1931 fu nominato SS-Sturmführer assegnato allo staff del quartier generale del prestigioso SS-Abschnitt a Monaco. Entro il 14 agosto fu nominato capo di stato maggiore dell'unità e aiutante dell'ufficiale in comando SS-Gruppenführer Sepp Dietrich nell'ufficio della Braunes Haus di Monaco condiviso con Reinhard Heydrich, capo dell'agenzia di intelligence del partito. Hildebrandt rimase con questo incarico fino al 1º ottobre 1932, quando succedette a Dietrich come comandante dell'SS-Gruppe Süd a Monaco, dove prestò servizio fino al 30 gennaio 1933. Fu poi trasferito all'SS-Gruppe West a Düsseldorf, nelle veci del comandante SS-Gruppenführer Fritz Weitzel.
Il 9 novembre 1933, divenne il primo comandante del SS-Abschnitt XXI, con sede a Görlitz, dove supervisionò tre SS-Standarten. Seguì il trasferimento a capo dello SS-Abschnitt XI a Wiesbaden il 15 aprile 1935, dove rimase fino al 31 dicembre 1936. Il suo incarico successivo fu la promozione a comandante dello SS-Oberabschnitt "Rhein", sempre a Weisbaden dal gennaio 1937. Inoltre, quando il 1º aprile 1939 fu creato il posto di SS- und Polizeiführer (HSSPF) "Rhein", Hildebrandt ne divenne il primo titolare, incarico tenuto contemporaneamente con il comando delle SS-Oberabschnitt. Mantenne questi incarichi fino allo scoppio della guerra nel settembre 1939.
Oltre ai suoi vari comandi militari nelle SS, Hildebrandt fu attivo anche in politica. Dopo la presa del potere da parte dei nazisti, il 12 novembre 1933 fu eletto deputato al Reichstag nella circoscrizione elettorale nº 7 Regierungsbezirk Breslau. Il 29 marzo 1936 fu eletto deputato nella circoscrizione elettorale nº 19 Assia-Nassau e mantenne questo seggio fino alla caduta del regime nazista. Nel 1934 fu nominato anche membro del consiglio provinciale prussiano. Dall'aprile 1940 al luglio 1942 fu anche membro onorario del Tribunale del popolo.

## Seconda guerra mondiale
Il 21 settembre 1939, Hildebrandt fu nominato primo HSSPF "Weichsel", la regione amministrativa formata da Danzica e dalle aree annesse dalla Polonia inglobate nel Reichsgau Danzig-Westpreußen. Con questo incarico fu al comando di tutto il personale delle SS e della polizia nella sua giurisdizione, comprese l'Ordnungspolizei, il Sicherheitsdienst, la Sicherheitspolizei e la Gestapo. Il 9 novembre fu anche nominato primo comandante della neonata SS-Oberabschnitt "Weichsel", ruolo che mantenne con il comando HSSPF.
Dopo aver preso il comando, Hildebrandt iniziò ad applicare le politiche razziali naziste, inclusa la persecuzione degli ebrei e dei polacchi. Nell'ottobre 1939 ordinò l'omicidio di 1.400 disabili della Pomerelia, dei detenuti dell'ospedale psichiatrico di Świecie e di quasi 2.000 disabili del manicomio di Konradstein. L'area di giurisdizione di Hildebrandt fu la stessa delle azioni dell'Intelligenzaktion Pommern (tra cui i massacri di Piaśnica e la Valle della Morte a Bydgoszcz), in cui furono sistematicamente assassinati i membri dell'intelligence polacca. Nel maggio e nel giugno del 1940 Hildebrandt prestò servizio anche nelle Waffen-SS come comandante di batteria di un reggimento di artiglieria.
Nell'area "Weichsel" fu anche il rappresentante del Reichsführer-SS Heinrich Himmler in veste di Commissario del Reich per il rafforzamento della germanicità (RKFDV). Con questo incarico Hildebrandt fu responsabile della germanizzazione del Generalplan Ost nel Reichsgau Danzig-Westpreußen. Il 20 aprile 1943, lasciò il suo incarico di HSSPF per dirigere l'Ufficio Centrale per la Razza e le Colonie delle SS (RuSHA) presso il quartier generale delle SS a Berlino (manterrà questa posizione fino alla fine della guerra). Questo ufficio originariamente aveva il compito di salvaguardare la "purezza razziale" delle SS, collaborando con il VoMi (Volksdeutsche Mittelstelle) nella "germanizzazione" dei territori orientali conquistati trapiantando i tedeschi etnici nelle aree designate dalle SS, comportando così lo sfollamento forzato e la deportazione delle famiglie autoctone. Hildebrandt fu anche responsabile della conduzione dei test razziali ufficiali sulla popolazione dei territori occupati per la selezione razziale.
Oltre alla sua posizione nello stato maggiore, Hildebrandt ritornò al comando attivo delle SS e della polizia quando sostituì l'SS-Oberführer Heinz Roch come SSPF "Taurien-Krim-Simferopol" il 25 dicembre 1943. Allo stesso tempo sostituì l'SS-Gruppenführer Ludolf-Hermann von Alvensleben come HSSPF "Schwarzes Meer" ad interim con sede a Mykolaïv e divenne HSSPF permanente nel febbraio 1944. Tecnicamente mantenne questi incarichi fino al 5 settembre 1944, alcuni mesi dopo che l'Armata Rossa invase la regione. Tornò quindi al suo incarico nella RuSHA fino al 23 febbraio 1945 quando fu nominato HSSPF "Südost" e comandante dello SS-Oberabschnitt "Südost" in Slesia con quartier generale a Breslavia. Da questo momento servì anche come ufficiale di collegamento di Himmler con il comandante in capo del Heeresgruppe Mitte, il Generalfeldmarschall Ferdinand Schörner. Nell'aprile 1945 ricevette il suo ultimo incarico, succedendo all'SS-Obergruppenführer Karl Hermann Frank come HSSPF "Böhmen-Mähren" nel Protettorato di Boemia e Moravia.

## Processi ed esecuzione nel dopoguerra

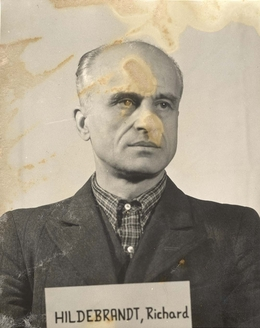
Hildebrandt sotto custodia statunitense (1945–1948)

Dopo la fine della guerra in Europa, Hildebrandt visse a Wiesbaden sotto falso nome finché non fu scoperto e arrestato dagli statunitensi il 24 dicembre 1945 e internato a Ratisbona. Fu processato nel processo RuSHA, l'ottavo dei processi secondari per crimini di guerra tenuto a Norimberga tra il 20 ottobre 1947 e il 10 marzo 1948.
Alla conclusione del processo, è stato riconosciuto colpevole e condannato a 25 anni di carcere per crimini contro l'umanità e cioè:
- rapimento di bambini stranieri;
- aborti forzati sui lavoratori dell'Est;
- sottrazione di neonati ai lavoratori dell'Est;
- punizione illegale e ingiusta di cittadini stranieri per rapporti sessuali con tedeschi;
- ostacolo alla riproduzione dei cittadini nemici;
- evacuazione e reinsediamento forzato delle popolazioni;
- germanizzazione forzata dei cittadini nemici;
- utilizzo di cittadini nemici come manodopera in schiavitù.[13]

Con l'accusa separata di aver condotto un programma di eutanasia, il tribunale stabilì che Hildebrandt seguì la legislazione statale nei confronti dei soli cittadini dello Stato tedesco e, per questo motivo, non costituì un crimine contro l'umanità. Fu dichiarato colpevole anche della sua appartenenza alle SS, considerata un'organizzazione criminale.
Successivamente Hildebrandt fu estradato in Polonia per ulteriori procedimenti penali e messo sotto processo dall'8 ottobre al 4 novembre 1949 per i crimini commessi durante il suo mandato come HSSPF a Weichsal, insieme all'SS-Brigadeführer Max Henze capo della polizia di Bydgoszcz e di Danzica. Alla conclusione del processo, Hildebrandt e Henze furono entrambi condannati a morte dal tribunale di Bydgoszcz, le sentenze furono confermate dalla Corte Suprema Polacca a Varsavia il 25 novembre 1950. Presentò richiesta di clemenza in cui non ammise alcuna colpevolezza e anzi dichiarò:"Posso giurare sul mio onore che ho la coscienza pulita." Il presidente polacco Bolesław Bierut negò la richiesta di clemenza confermando quanto stabilito il 3 dicembre. Hildebrandt e Henze furono entrambi impiccati nel carcere di Bydgoszcz il 10 marzo 1951.